# 미카엘 킹즈버리
미카엘 킹즈버리(영어: Mikaël Kingsbury, 1992년 7월 24일~)는 캐나다의 프리스타일 스키 선수로 주 종목은 모굴이다.
네 살 때 처음 스키를 신었던 그는 어릴 때부터 '나는 올림픽 금메달을 딸 것이다'라는 문구와 오륜기를 넣은 종이를 방 천장에 붙여놓고 매일 잠자기 전 올려다 봤다고 한다. 그리고 그는 프리스타일 스키 선수로 성장한다. 2009-10 시즌 월드컵을 통해 올해의 루키상을 받은 것이다. 이후 2017년 12월 21일 ~ 22일에 열란 FIS(국제스키연맹) 월드컵(중국 타이우)에서 금메달 2개를 걸으며, FIS 월드컵에서 통산 45번이나 1위를 한다. 은퇴한 미국의 여자 모굴 선수 '한나 커니'가 가진 월드컵 최다승인 46승 기록에 1승만을 남겨뒀다. 매년 연말에 그해 성적을 합산해 가리는 종합우승도 6번 차지했다. 프리스타일 5개 종목(모굴·에어리얼·하프파이프·스키크로스·슬로프스타일)을 통틀어 전체 포인트 1위에게 수상하는 '크리스털 글로브' 트로피도 6년 연속 받았다. 2014년 동계 올림픽에서 은메달을, 2018년 동계 올림픽에서는 금메달을 획득하였다. 캐나다 일간지 '내셔널 포스트'지는 그에게 '모굴 스키의 우사인 볼트'라는 수식어를 붙였다.